# Frontière entre Haïti et le Royaume-Uni

Carte de la Mer caraïbe

La frontière entre Haïti et le Royaume-Uni est entièrement maritime et sépare l'île de la Tortue des îles Turques-et-Caïques (plus précisément les petites îles White Cay et Indian Cay au sud des îles Caïques).
Il n'y a pas de traité et la frontière n'est que théorique en attendant la formalisation de la délimitation entre les Bahamas et le Royaume-Uni .
Le point 1 (20° 32′ 43″ N, 72° 08′ 50″ O) définit dans l'accord entre la République dominicaine et le Royaume-Uni est un possible tripoint République dominicaine—Haïti—Royaume-Uni en attente de la définition de la frontière pour la partie maritime.